# 마이클 E. 버제스

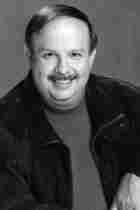

마이클 E. 버제스(Michael E. Burgess, 1960년 6월 1일 ~ )는 미국의 배우, 텔레비전 배우이다.

## 영화
- 더티 해리 5 - 추적자 (1988년)
- 빅 제이크 (1971년)